# Suedlink
SuedLink (auch SüdLink oder Südlink) ist die Bezeichnung einer im Rahmen des Netzentwicklungsplans Strom der Bundesrepublik Deutschland von den Übertragungsnetzbetreibern Tennet TSO und TransnetBW geplanten Trasse von Hochspannungs-Gleichstrom-Übertragungs-Leitungen (HGÜ-Leitungen). Zwei parallellaufende Leitungen sollen über eine Strecke von rund 700 km vorrangig die im Norden der Bundesrepublik aus Windkraft gewonnene elektrische Energie nach Süddeutschland transportieren und dabei eine Leistung von insgesamt 4 Gigawatt übertragen können. 2028 soll SuedLink in Betrieb gehen.

## Geschichte
Seit dem Netzentwicklungsplan Strom 2012 gibt es Überlegungen der Übertragungsnetzbetreiber zur Hochspannungs-Gleichstrom-Übertragung in Nord-Süd-Richtung in Deutschland. Die Netzentwicklungspläne 2013, 2014 und 2030 (2017) haben die Überlegungen fortgeschrieben und konkretisiert.
Die Bundesnetzagentur hat die Netzentwicklungspläne jeweils bestätigt. Mit dem Bundesbedarfsplangesetz von 2013 wurden die energiewirtschaftliche Notwendigkeit und der vordringliche Bedarf u. a. von SuedLink gesetzlich bestimmt. SuedLink wird von der Europäischen Kommission als innerdeutsches Vorhaben von gemeinsamem Interesse (Projects of Common Interest) unter der Nummer 2.10 in der PCI-Liste der Europäischen Union geführt.
Der SuedLink ist eines von drei Energieprojekten, die laut dem im November 2021 vorgelegten Koalitionsvertrag der rot-grün-gelben Bundesregierung „beschleunigt auf den Weg“ gebracht und „mit hoher politischer Priorität“ umgesetzt werden sollten.

## Bedarf
Die Bedarfsermittlung für den Netzausbau erfolgt gemäß dem 2011 verabschiedeten Netzausbaubeschleunigungsgesetz Übertragungsnetz (NABEG) in drei Schritten:
- Ermittlung des Szenariorahmens (Veränderung von Erzeugungs- und Bedarfsstrukturen)
- Erstellung des Netzentwicklungsplanes (notwendige Anpassung der Netze)
- Aufnahme in den Bundesbedarfsplan (gesetzlicher Rahmen).

## Korridore

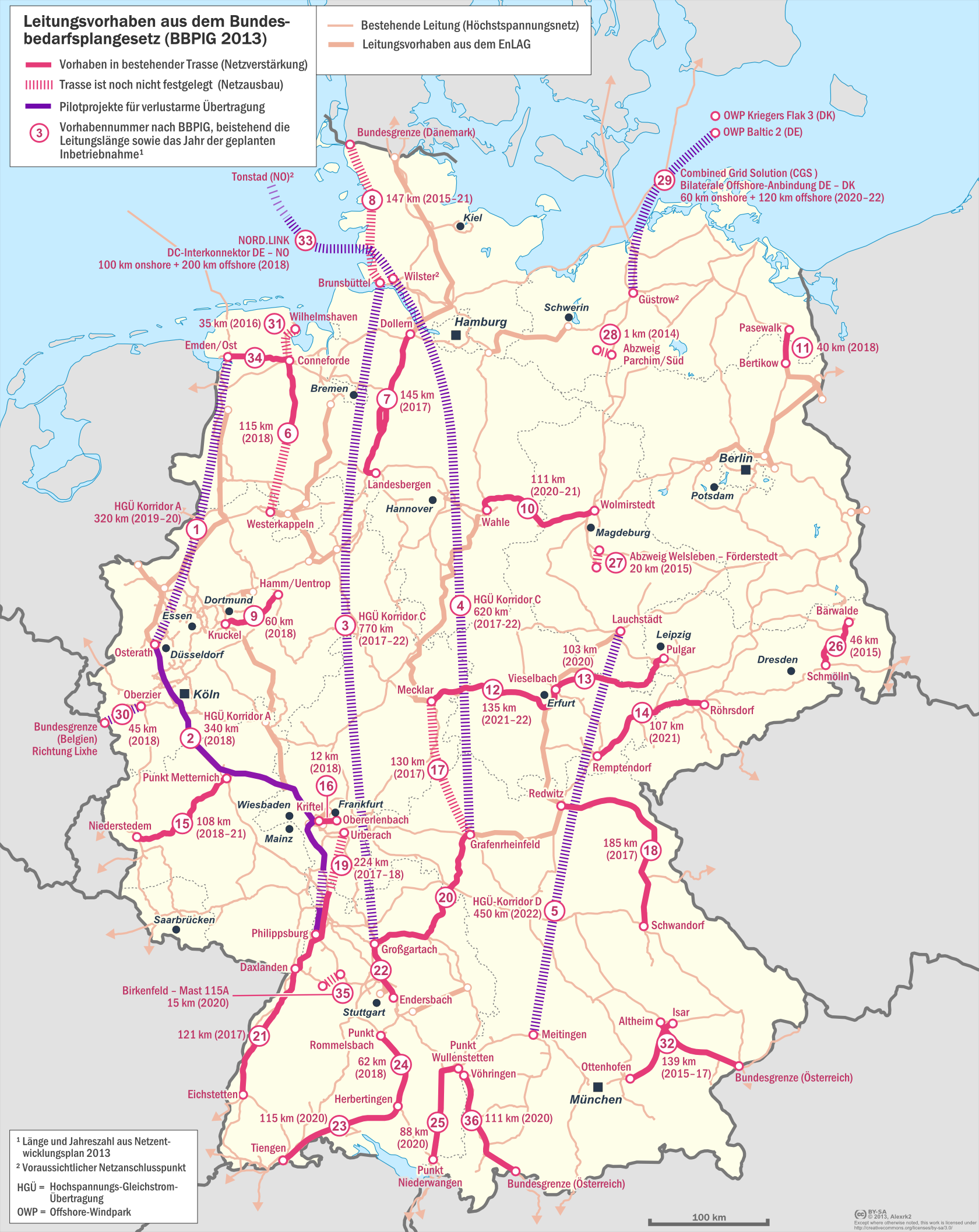
Karte der Leitungsvorhaben in Deutschland nach dem Bundesbedarfsplangesetz (BBPlG 2013)

Unter dem Namen SuedLink werden im NEP 2030 (2017) zwei HGÜ-Verbindungen zwischen Schleswig-Holstein und Baden-Württemberg sowie zwischen Schleswig-Holstein und Bayern zusammengefasst. Beide Vorhaben können über weite Teile eine gemeinsame Stammstrecke bilden.
| Nr. | Vorhaben                     | Trassenlänge in km |
| --- | ---------------------------- | ------------------ |
| 3   | Brunsbüttel – Großgartach    | 702                |
| 4   | Wilster – Bergrheinfeld/West | 558                |

## Planung
Die eigentliche Planung des Netzausbaus erfolgt gemäß dem 2011 verabschiedeten Netzausbaubeschleunigungsgesetz Übertragungsnetz (NABEG) in zwei Schritten:
- Bundesfachplanung (Festlegung der Trassenkorridore)
- Planfeststellungsverfahren (Festlegung des Trassenverlaufs/der Übertragungstechnik).

### Bundesfachplanung
Die Bundesfachplanung sieht als wesentliche Bestandteile die Erstellung einer Raumverträglichkeitsstudie (RVS) und die Durchführung einer Strategischen Umweltprüfung (SUP) vor. Als ersten Schritt richtet die Bundesnetzagentur im Rahmen der Bundesfachplanung je nach Bedarf oder Komplexität des Vorhabens eine oder mehrere öffentliche Antragskonferenzen aus.

#### Brunsbüttel – Großgartach
Der SuedLink von Brunsbüttel nach Großgartach (an der Stadtgrenze von Heilbronn) ist verfahrenstechnisch in fünf Abschnitte gegliedert.
|   | Abschnitt                             | Länder                           | Trassenlänge in km | Status                     |
| - | ------------------------------------- | -------------------------------- | ------------------ | -------------------------- |
| A | Brunsbüttel – Scheeßel                | Schleswig-Holstein Niedersachsen | 102                | Trassenkorridor festgelegt |
| B | Scheeßel – Bad Gandersheim / Seesen   | Niedersachsen                    | 184                | Trassenkorridor festgelegt |
| C | Bad Gandersheim / Seesen – Gerstungen | Niedersachsen Hessen Thüringen   | 114                | Trassenkorridor festgelegt |
| D | Gerstungen – Arnstein                 | Thüringen Hessen Bayern          | 136                | Trassenkorridor festgelegt |
| E | Arnstein – Großgartach                | Bayern Baden-Württemberg         | 137                | Trassenkorridor festgelegt |

#### Wilster – Bergrheinfeld/West
Der SuedLink von Wilster nach Bergrheinfeld ist verfahrenstechnisch in vier Abschnitte gegliedert. Das Vorhaben führt von Wilster (60 km nordwestlich von Hamburg) nach Bergrheinfeld (vormals: Grafenrheinfeld) bei Schweinfurt.
|   | Abschnitt                             | Länder                           | Trassenlänge in km | Status                     |
| - | ------------------------------------- | -------------------------------- | ------------------ | -------------------------- |
| A | Wilster – Scheeßel                    | Schleswig-Holstein Niedersachsen | 096                | Trassenkorridor festgelegt |
| B | Scheeßel – Bad Gandersheim / Seesen   | Niedersachsen                    | 184                | Trassenkorridor festgelegt |
| C | Bad Gandersheim / Seesen – Gerstungen | Niedersachsen Hessen Thüringen   | 114                | Trassenkorridor festgelegt |
| D | Gerstungen – Bergrheinfeld West       | Thüringen Hessen Bayern          | 128                | Trassenkorridor festgelegt |

Am 5. Februar 2014 schlugen die beiden Netzbetreiber einen Verlaufsplan für die Trasse von Wilster nach Grafenrheinfeld vor. Die Leitungstrasse führt dabei von Schleswig-Holstein über Niedersachsen, Nordrhein-Westfalen und Hessen nach Bayern. Am 26. September 2014 veröffentlichte Tennet mögliche Trassenvarianten zum SuedLink.
Am 12. Dezember 2014 wurde von Tennet der Antrag auf Bundesfachplanung bei der Bundesnetzagentur eingereicht. Am 17. Februar 2015 veröffentlichte die Bundesnetzagentur eine Stellungnahme zum Antrag, in dem eine umfassende Überarbeitung verlangt wird. Bemängelt wird unter anderem, dass der Antrag nicht ausreichend konkretisiert sei, Umweltauswirkungen und raumordnerische Konflikte würden für die betroffenen Regionen nicht deutlich genug, es sei nicht erkennbar und unabhängig nachvollziehbar, aufgrund welcher Belange Korridore für das Verfahren vorgeschlagen oder verworfen würden, auch die Vorgehensweise bei der Prüfung von Trassenkorridoren und -alternativen sei zum Teil nicht vergleichbar. Die Bundesnetzagentur als Genehmigungsbehörde sehe sich nicht in der Lage, das Verfahren auf Basis dieses Antrages mit Antragskonferenzen fortzusetzen. Der Bundestagsabgeordnete Michael Brand bezeichnete die Stellungnahme als „fachliche Ohrfeige“ für Tennet.
Im Mai 2015 forderte die bayerische Wirtschaftsministerin Aigner, dass die Trasse statt durch Bayern durch Südhessen und Baden-Württemberg verlaufen solle und nur die letzten Kilometer bis zum Endpunkt Gundremmingen durch Bayern. Dieser Vorschlag stieß auf starke Kritik sowohl von Politikern aus Hessen und Baden-Württemberg als auch von Umweltverbänden, die die Trassen grundsätzlich ablehnen und stattdessen eine Dezentrale Stromerzeugung mit Windenergie und Solarenergie für sinnvoller halten. Zudem wurden Vorwürfe laut, dass die bayerische Regierung nach dem Nimby- bzw. Sankt-Florian-Prinzip agiere. Hintergrund dieses Meinungswandels der CSU-Regierung von der grundsätzlichen Ablehnung beider Trassen hin zu einer Verlegung der Trassen ist nach Angaben der Süddeutschen Zeitung, dass eine mögliche Verhinderung der beiden Trassen als unwahrscheinlich gilt.
Am 2. Juli 2015 wurde als Ergebnis des vorangegangenen Energiegipfels bekannt gegeben, dass die politischen Vorgaben für die Gleichstromtrassen geändert werden sollen. Zukünftig solle Erdverkabelung Vorrang vor Freileitungen haben, um eine höhere Akzeptanz in der Bevölkerung zu erreichen. Durch diese Vorgabe wurde eine vollständige Neubewertung der geplanten Trassenführungen notwendig – mit erheblichen Auswirkungen auf Zeit- und Kostenplanungen.
Am 27. September 2016 veröffentlichte Tennet neue Vorschläge für Trassenkorridore. Am 7. März 2017 wurde der vorläufige Vorzugskorridor veröffentlicht, der nun statt durch Hessen durch Thüringen geführt wird. In den Folgewochen wurden die Anträge auf Bundesfachplanung für die Vorhaben 3 (Brunsbüttel – Großgartach) und 4 (Wilster – Grafenrheinfeld) des Bundesbedarfsplangesetzes abschnittsweise bei der Bundesnetzagentur eingereicht. Die Antragskonferenzen waren für Mai bis Juli 2017 terminiert. Im Februar und März 2019 reichten die Netzbetreiber die Unterlagen nach § 8 NABEG für einen durchgehenden Vorschlagskorridor bei der Bundesnetzagentur ein. Im Jahr 2019 fand eine weitere Öffentlichkeitsbeteiligung statt.
Im März 2021 wurde die Bundesfachplanung mit der Festlegung der Trassenkorridore durch die Bundesnetzagentur schließlich abgeschlossen. Kleinräumige Änderungen hat es noch im Bereich der Bergwerke Kochendorf und Heilbronn beim Salzbergwerk Bad Friedrichshall gegeben. Zur Sicherung der Bundesfachplanungsentscheidung hat die Bundesnetzagentur in einigen Bereichen Veränderungssperren erlassen. Dort dürfen keine Vorhaben oder baulichen Anlagen verwirklicht werden, die einer Verwirklichung der Stromleitung entgegenstehen. Außerdem dürfen keine sonstigen wesentlich wertsteigernden Veränderungen am Grundstück oder an baulichen Anlagen auf dem Grundstück durchgeführt werden.

### Planfeststellungsverfahren
Mit Abschluss der Bundesfachplanung kann das Planfeststellungsverfahren durch den Netzbetreiber beantragt werden, in dessen Rahmen die exakten Trassenverläufe und die zu verwendende Übertragungstechnik durch Verwaltungsakt verbindlich festgelegt werden. Die Bundesnetzagentur führt hierzu eine Antragskonferenz mit den Trägern öffentlicher Belange sowie Vereinigungen und Verbänden durch. Zurzeit befinden sich beide Vorhaben auf allen Abschnitten in der Planfeststellung.
Am 25. Mai 2023 hat die Bundesnetzagentur das Planfeststellungsverfahren für den ersten Abschnitt des SuedLink abgeschlossen. Die Entscheidung bezieht sich auf den 17,6 km langen Abschnitt E3 von Bad Friedrichshall zum Netzverknüpfungspunkt Großgartach. Der Verlauf der neuen Stromleitung als Erdkabel steht damit für diesen Abschnitt fest und die TransnetBW kann mit dem Bau beginnen. Seit der Aufnahme in das Bundesbedarfsplangesetz bis zur ersten Entscheidung vergingen etwa zehn Jahre Planungs- und Genehmigungszeit.
Die Elbe soll zwischen den Gemeinden Wewelsfleth und Wischhafen mit einem etwa 5 km langen Tunnel unterquert werden. Die Bundesnetzagentur hat den Antrag der Tennet auf vorzeitigen Baubeginn am 30. Januar 2023 genehmigt und am 15. August 2023 das Planfeststellungsverfahren zur Elbquerung für den Abschnitt A2 abgeschlossen.

## Bauausführung und Inbetriebnahme
Für die Planung, Genehmigung, Einholung von Dienstbarkeiten und Bau haben die Bauherren Tennet und TransnetBW die Jacobs Engineering Group als zentralen Dienstleister beauftragt. In Würzburg wurde das Projektbüro eingerichtet. In den unterschiedlichen Projektphasen arbeiten dort zwischen 130 und 250 Personen. Im Juni 2020 wurden die beiden Hersteller NKT und Prysmian mit der Lieferung und Verlegung der rund 2500 Kilometer Erdkabel (zwei Systeme aus je zwei Polkabeln, kunststoffisoliert, 525 kV) inklusive der Verbindungsmuffen und Endverschlüsse beauftragt. Für Suedlink sollen zusammen mit den beiden anderen HGÜ-Projekten rund zehn Milliarden Euro investiert werden. Allein das Auftragsvolumen der Kabelarbeiten liegt bei etwa zwei Milliarden Euro. Die Kosten für SuedLink allein liegen laut Tennet „im unteren einstelligen Milliardenbereich“. Das Projekt wird dabei mit 40 Millionen Euro von der Europäischen Union gefördert. Die geplante Übertragungstrasse sollte ursprünglich 2016 in Bau gehen und 2022 fertiggestellt werden. Nach weiteren Verzögerungen rechnet TransnetBW mittlerweile erst mit einer Fertigstellung Ende 2028.
Im Dezember 2022 einigten sich die Bauernverbände von vier Ländern (Bayern, Baden-Württemberg, Niedersachsen und Thüringen) mit den Stromnetzbetreibern Tennet und TransnetBW auf Entschädigungsregeln für die geplante Stromtrasse Suedlink.
Im Juni 2023 wurde das erste Baulos mit einem Auftragsvolumen von 250 Millionen Euro an den österreichischen Baukonzern Porr vergeben. Am 11. September 2023 erfolgte in Anwesenheit des Bundesministers für Wirtschaft und Klimaschutz, Robert Habeck, der offizielle Spatenstich zur Elbquerung in Wewelsfleth. Anschließend begann man mit der Herstellung eines Schachts, in den eine Tunnelbohrmaschine abgesenkt werden soll, um in den nächsten vier Jahren die Elbe zu untertunneln. Ein Jahr nach Baustart teilte Tennet mit, dass die Arbeiten in Wewelsfleth planmäßig verlaufen.

## Technische Eigenschaften
Die Stromleitungen sollen mit Hochspannungs-Gleichstrom-Übertragung (HGÜ) größtenteils über Erdkabel-Verbindungen bei einer Übertragungskapazität von jeweils 2 Gigawatt betrieben werden. Die Energieübertragung mittels Gleichstrom, statt wie üblich als Dreiphasenwechselstrom, ist bei der Übertragung über Längen ab etwa 750 km aufwärts technisch von Vorteil, da ab diesen Entfernungen die geringeren Übertragungsverluste entlang der Leitungen die Verluste in den zusätzlich nötigen Stromrichterstationen kompensieren.
Nachteilig ist, dass bei HGÜ-Systemen ein Betrieb als Maschennetz mit vielen Ein- und Ausspeisepunkten schwerer zu realisieren ist als mit Wechselstrom. Durch technologischen Fortschritt ist die Realisierung von vermaschten HGÜ-Netzen jedoch inzwischen deutlich praktikabler geworden. Langfristig werden derartige HGÜ-Netze als wichtiger Faktor zukünftiger intelligenter Stromnetze mit hohem Anteil an Wind- und Solarenergie gesehen.

## Konverter
Die Konverteranlagen dienen der Umwandlung von Gleichstrom in Wechselstrom. Tennet und TransnetBW vergaben im August 2021 einen Auftrag für die Errichtung von Konverterstationen in Brunsbüttel und Großgartach an Siemens Energy. Im August 2022 wurde ein zweiter Auftrag für die Errichtung weiterer Konverterstationen in Wilster und Bergrheinfeld von Tennet an Hitachi Energy vergeben. Das Auftragsvolumen liegt pro Anlage bei etwa 500 Millionen Euro.

### Standort Wilster

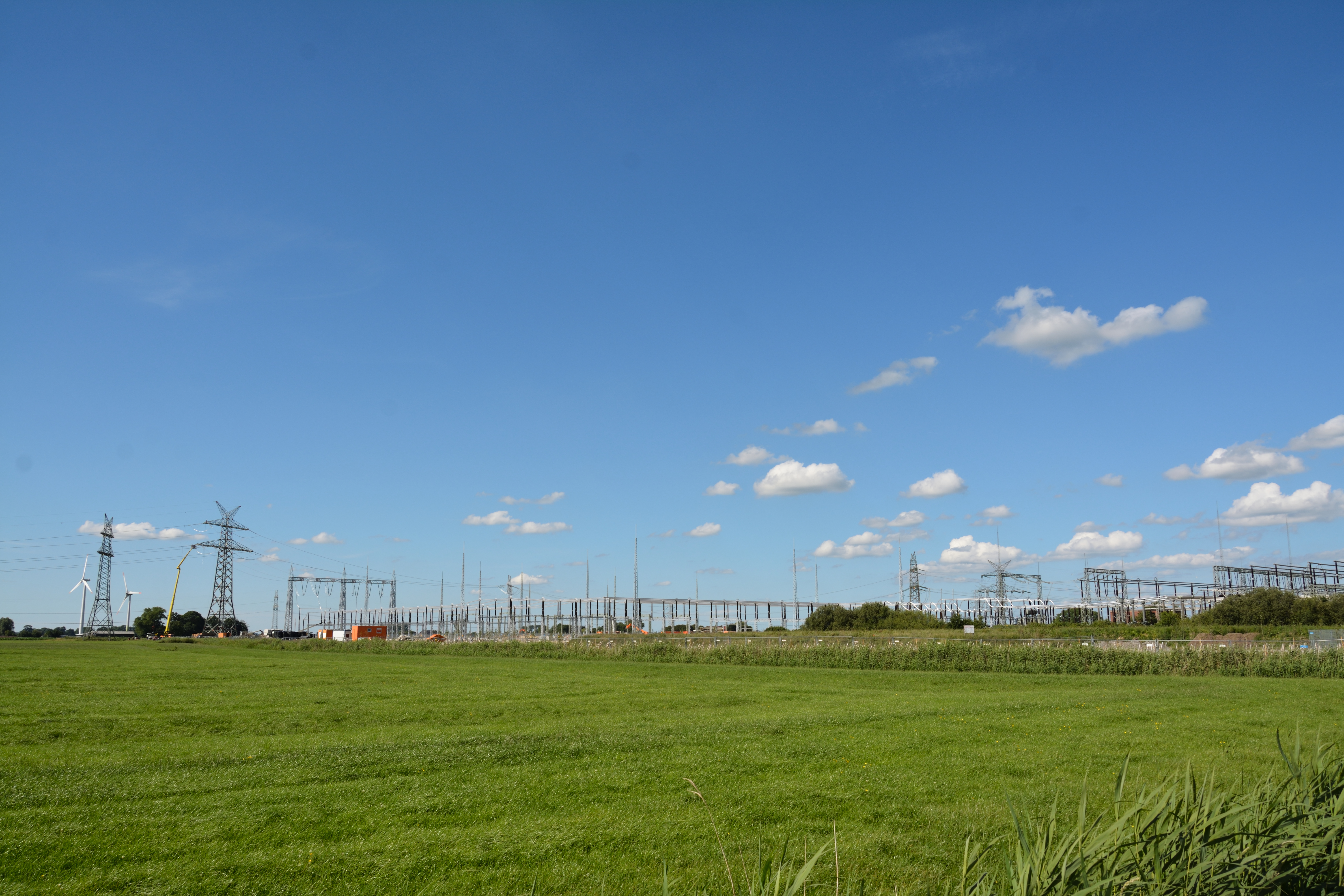
Baustelle Umspannwerk Wilster, 2017

In der Nähe des nördlichen Endes des SuedLink liegt das im Dezember 2021 stillgelegte Kernkraftwerk Brokdorf. Hier endet eine weitere HGÜ-Stromtrasse mit dem Namen NordLink, die Deutschland mit Norwegen verbindet. Diese wurde 2020 in Betrieb genommen und dient hauptsächlich dem Austausch von Strom aus erneuerbaren Energien. In Norwegen wird der Strom ganz überwiegend in Wasserkraftwerken erzeugt.

### Standort Brunsbüttel

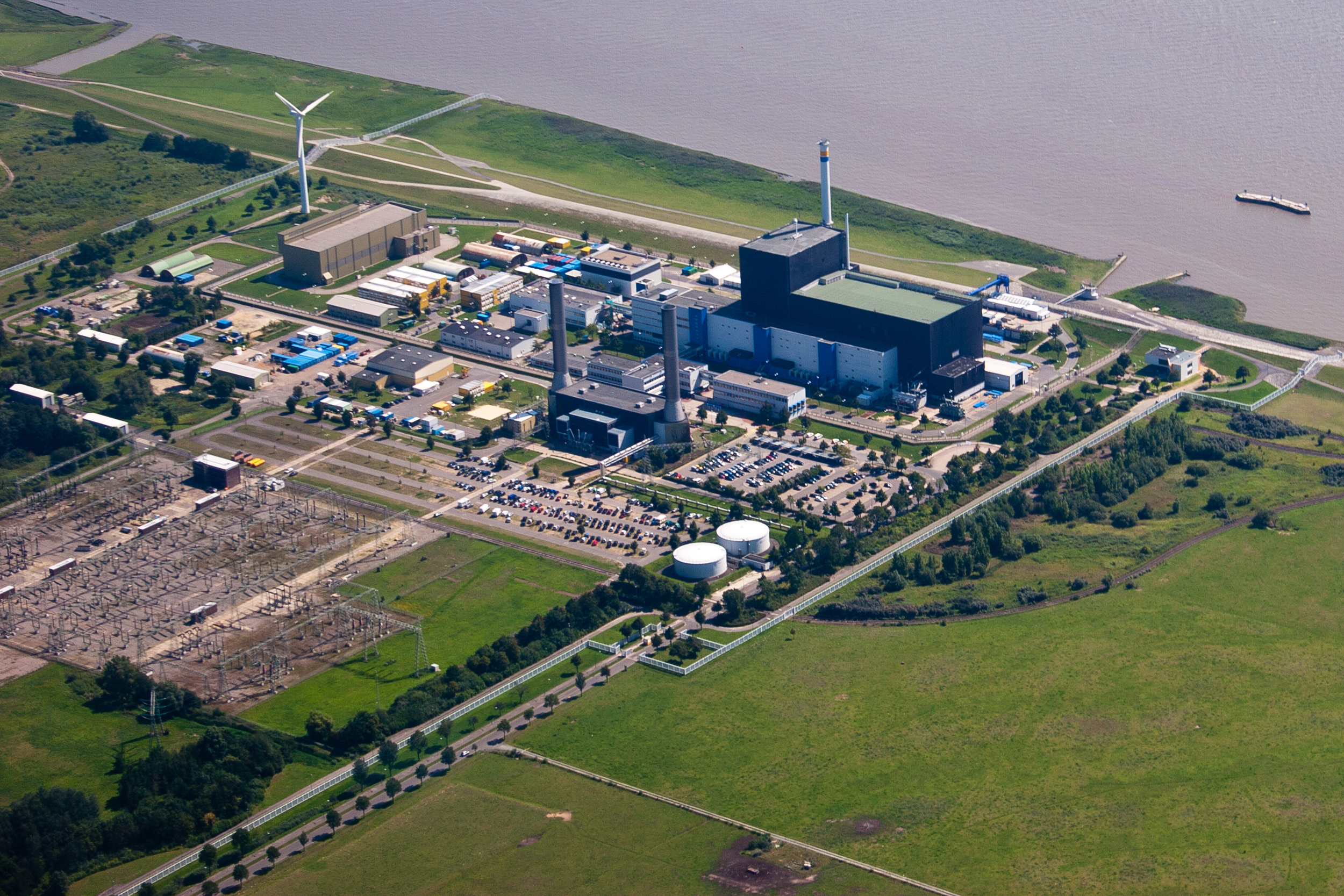
Kernkraftwerk Brunsbüttel mit der Freifläche, auf der der Konverter geplant ist, 2011

Der Konverterstandort ist in Nachbarschaft zum 2011 stillgelegten Kernkraftwerk Brunsbüttel geplant. In der Nähe befindet sich außerdem das Umspannwerk Büttel, das mehrere Offshore-HGÜ-Systeme integriert und in das Strom von Offshore-Windparks aus der Nordsee eingespeist wird. Im Februar 2024 begannen die Bauarbeiten für den Konverter.

### Standort Großgartach

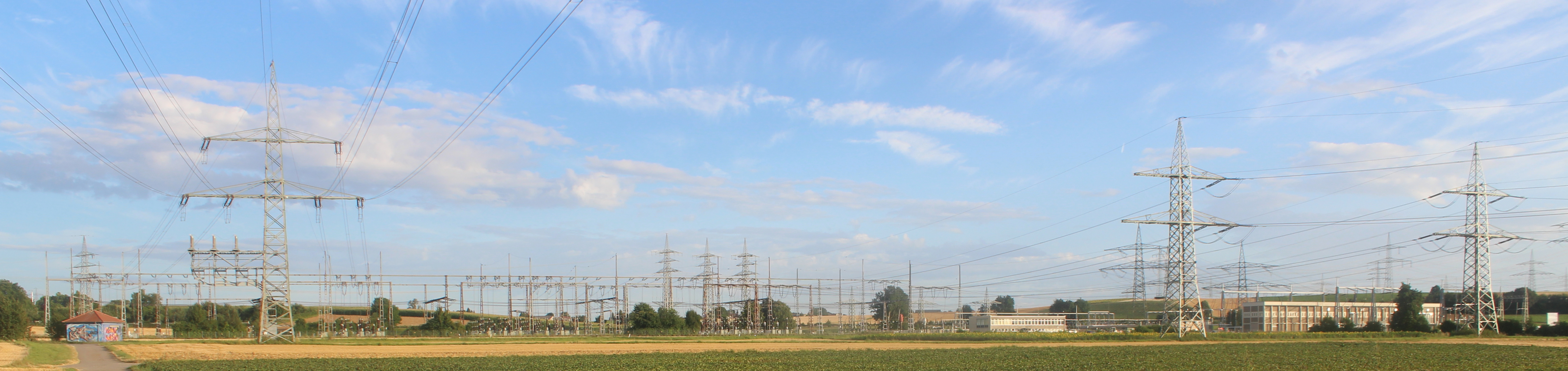
Umspannwerk Großgartach der TransnetBW, 2016

Der Konverterstandort entsteht am Netzknoten des Umspannwerks Großgartach in der Stadt Leingarten, das zur Anbindung des 2023 stillgelegten Kernkraftwerks Neckarwestheim diente. Auf Antrag der TransnetBW hat das Landratsamt Heilbronn im Januar 2019 die Genehmigung nach dem Bundes-Immissionsschutzgesetz für den Bau und Betrieb des Konverters erteilt. Am 27. Juli 2023 erfolgte unter Anwesenheit des Bundesministers für Wirtschaft und Klimaschutz Robert Habeck der offizielle Spatenstich.

### Standort Bergrheinfeld/West

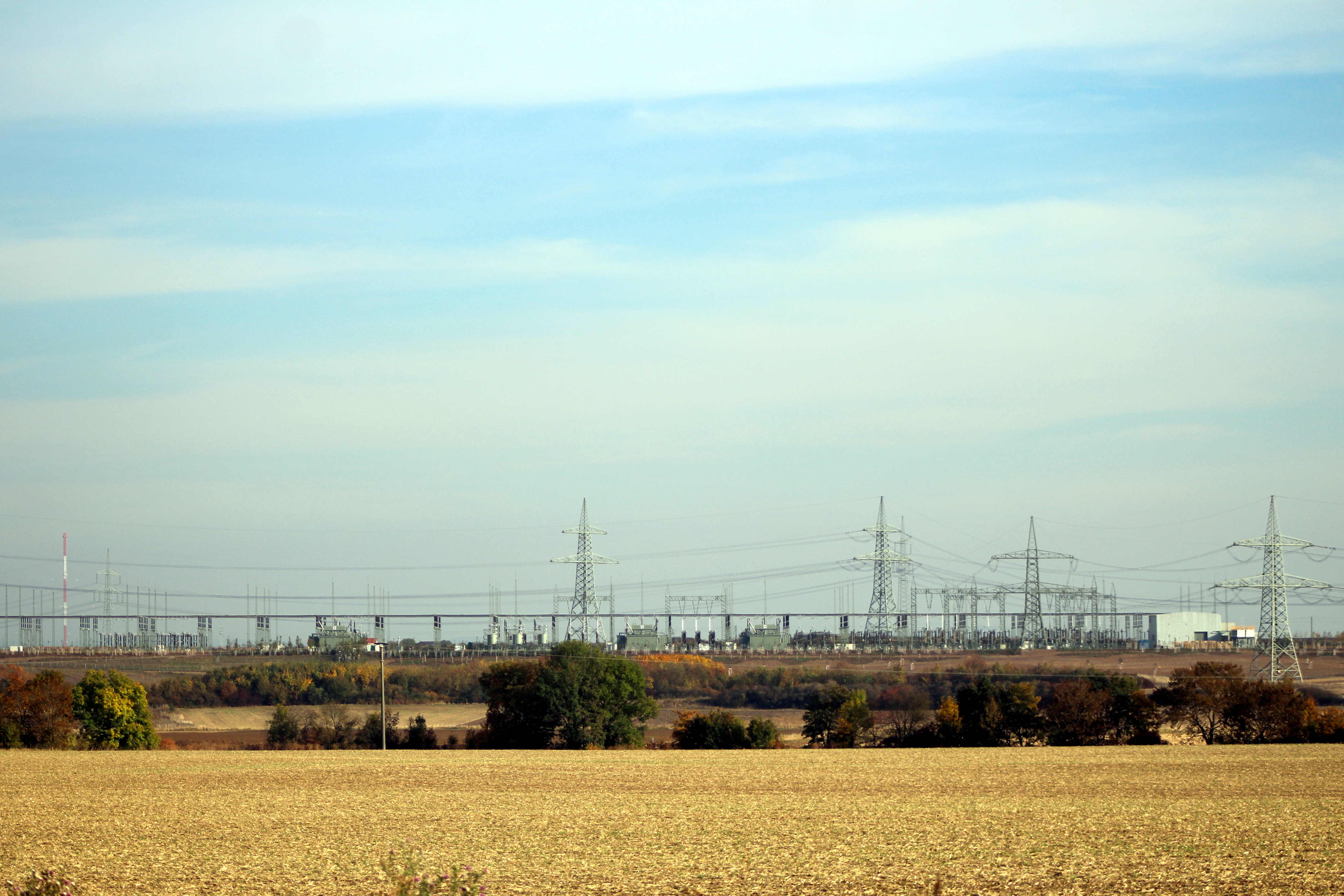
Umspannwerk Bergrheinfeld/West, 2018

Am südlichen Ende der Stromtrasse SuedLink liegt das 2015 stillgelegte Kernkraftwerk Grafenrheinfeld, das im Umspannwerk Bergrheinfeld an das Höchstspannungsnetz im Europäischen Verbundsystem angeschlossen war und für die Trasse von 2015 bis 2019 um das Umspannwerk Bergheinfeld-West erweitert wurde. Die Bürgerinitiative Bergrheinfeld e. V. mit Anerkennung als Umweltverband klagte erfolglos gegen die immissionsschutzrechtliche Teilgenehmigung für den Konverter.

## Kritik

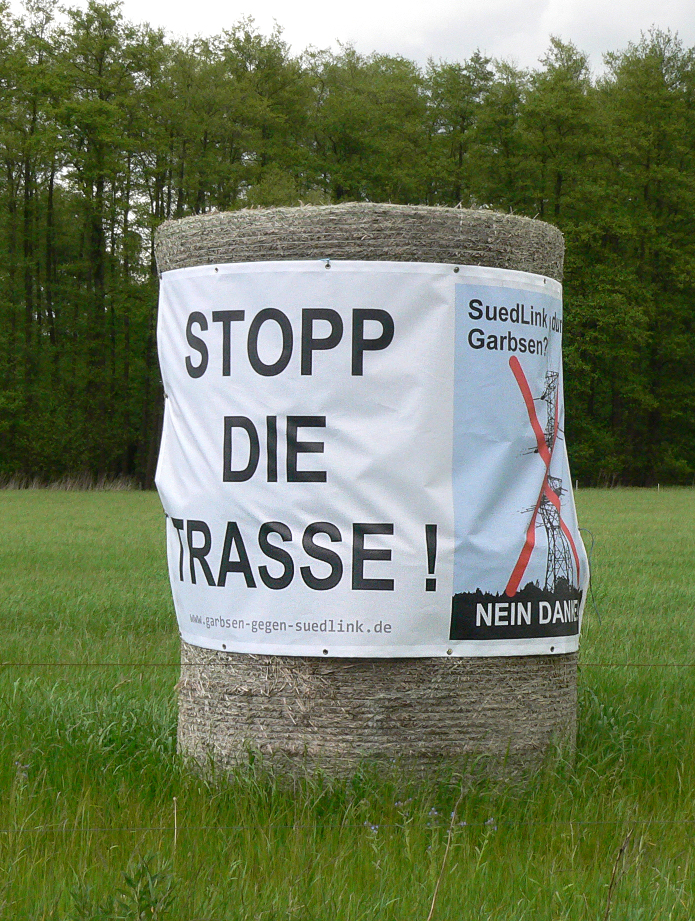
Strohballen mit Protestplakat einer Bürgerinitiative auf einer Wiese bei Garbsen, 2015

Als 2015 bekannt wurde, dass das Bundeswirtschaftsministerium für das Gebiet des Wahlkreises des damaligen Bundesministers Sigmar Gabriel eine Sondergenehmigung prüfte, um dort die Leitung mit einem Erdkabel verlegen zu lassen, wurde eine mögliche politische Einflussnahme auf das Verfahren kritisiert.

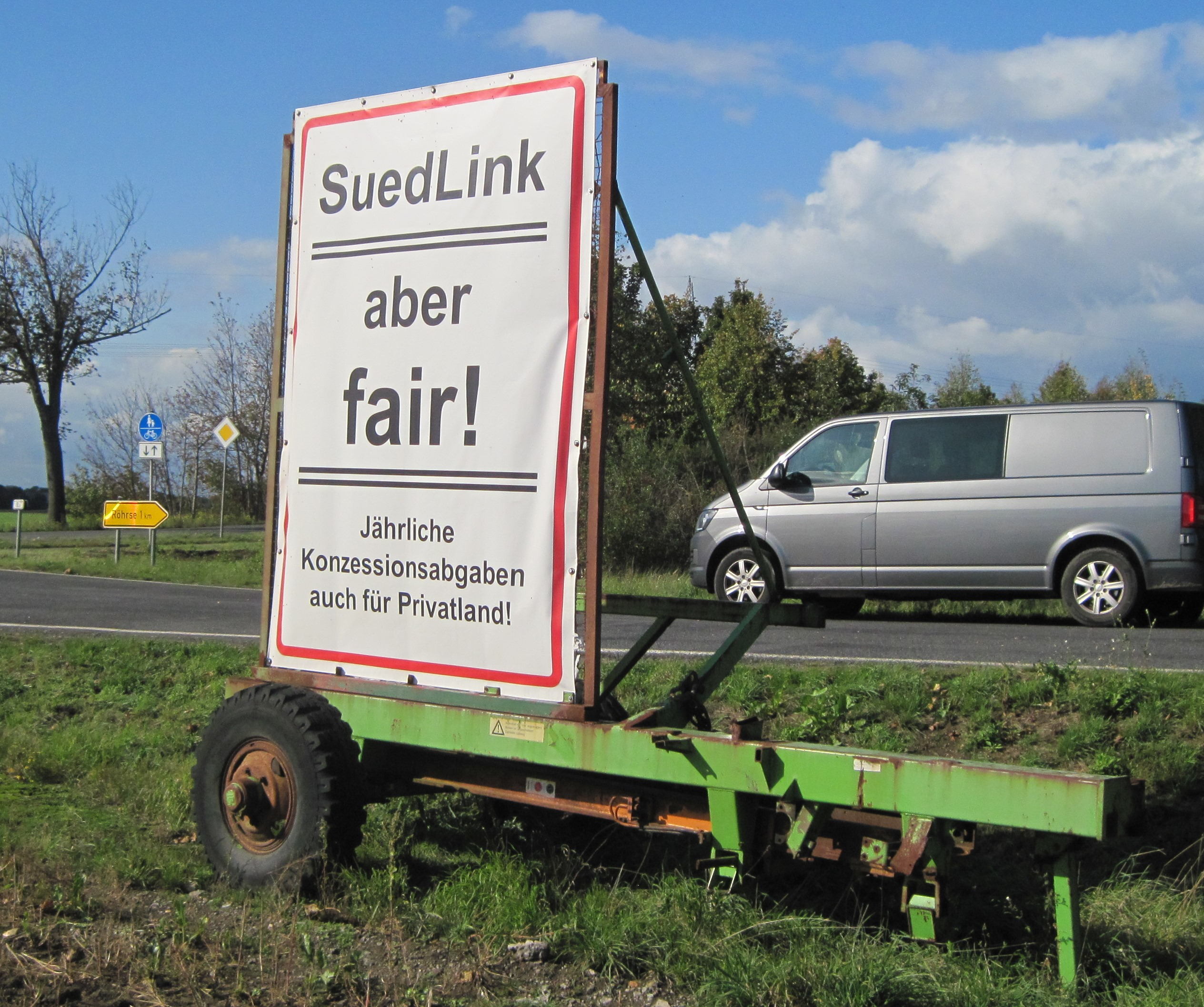
Forderungsschild in Röhrse bei Peine in Niedersachsen, 2019

Tennet-Holding-Geschäftsführer Hartman kritisierte 2014, dass die bayerische CSU-Landesregierung nach massiven Protesten von Anwohnern gegen eine der drei geplanten Haupttrassen ein Moratorium forderte. Durch die Verzögerung der Weiterleitung der verstärkt in den Offshore-Windparks im Norden gewonnenen elektrischen Energie zum Süden werden die Investitionen in die Energiewende zunehmend in Frage gestellt.

### Hamelner Erklärung
Über 20 Landkreise und Regionen aus den Ländern Niedersachsen, Hessen, Nordrhein-Westfalen und Bayern unterzeichneten 2015 die „Hamelner Erklärung“. Darin wurde eine neue Planung der Stromtrasse gefordert: Nicht nur der Vorschlag des Betreibers Tennet müsse geprüft werden, sondern alle denkbaren Korridore. Auch beschleunigte Verfahren müssten rechtsstaatlichen Grundsätzen, guter fachlicher Praxis und dem Gebot der Willkürfreiheit folgen. Die Wahl des besten Korridors müsse transparent und Schritt für Schritt nachvollziehbar sein, alle Alternativen müssten mit gleicher Prüfungstiefe untersucht werden. Viele der in der Hamelner Erklärung angeführten Kritikpunkte finden sich auch in der Zurückweisung des Antrages auf Bundesfachplanung der Bundesnetzagentur vom Februar 2015 wieder.
Im März 2015 präsentierten die Unterzeichner der Hamelner Erklärung zwei fachliche und rechtliche Bewertungen. Darin wird kritisiert, dass der bisherige Antrag auf Bundesfachplanung scheinbar für nur Vorhaben 4 gestellt werde, gleichzeitig aber die Realisierung von Vorhaben 3 in denselben Masten angenommen werde. Eine solche Verbindung der Vorhaben erfordere auch eine gemeinsame Beurteilung und Beantragung. Wesentliche Eigenschaften wie die endgültige Übertragungskapazität seien im Antrag nicht definiert; unter diesen Voraussetzungen sei eine fachliche Prüfung und Beurteilung des Antrages nicht möglich. Darüber hinaus sei der Antrag fachlich und methodisch mangelhaft, es fehlten Angaben zur Technologie, zu den Emissionen; Kriterien würden willkürlich nach Bedarf verändert.
Im Juli 2015 wurde im Rahmen des „Energiegipfels“ der Koalition im Kanzleramt beschlossen, dass die Planungen zum SuedLink neu anzugehen seien mit der Maßgabe, dass die Trassenplanung nun einen eindeutigen Erdkabelvorrang zu berücksichtigen habe. Im Juni 2016 wurde aus diesem Anlass eine „Erdkabelkonferenz“ in Kassel mit Experten zum Bodenschutz durchgeführt.

## Archäologische Untersuchungen
Bereits im Vorfeld der Verlegung finden im Trassenverlauf archäologische Untersuchungen statt, um im Bereich von Bodendenkmälern oder Verdachtsflächen archäologische Funde und Befunde zu sichern. Auch bei den Verlegearbeiten erfolgt eine archäologische Begleitung. Im Jahr 2023 wurden bei Vorarbeiten für die Konverteranlage Bergrheinfeld West fünf Gräber der Glockenbecherkultur aus der Zeit von 2600 bis 2200 v. Chr. gefunden. Im Jahr 2024 kam es bei Scheeßel zum Fund von Siedlungsresten der Einzelgrabkultur, die in die Zeit zwischen 2800 und 2200 v. Chr. datiert. Ebenfalls 2024 wurde bei archäologischen Voruntersuchungen nahe Salzderhelden ein Hockergrab gefunden, das wahrscheinlich aus der Jungsteinzeit stammt und über 5000 Jahre alt ist. Weitere Funde, wie Keramikscherben, stammten aus der jüngeren Eisenzeit. Die Fundstelle auf dem Kleinen Heldenberg war bereits seit langem bekannt als vorgeschichtlicher Jagd-, Sammel- und Siedlungsplatz.